# Glelany Cavalcante
Glelany Cavalcante (Feira de Santana, 20 gennaio 1994) è una modella italiana di origine brasiliana, nota per essere stata la vincitrice di Miss Universo Italia 2024.

## Biografia
Glelany Cavalcante è nata a Feira de Santana, Bahia e vive a Civitanova Marche.
Ha iniziato la sua carriera nei concorsi di bellezza il 28 agosto 2022, quando ha vinto il titolo di Miss Marche. Ha partecipato al concorso di Miss Italia 2022 gareggiando contro altre 21 candidate al Centro Congressi Multimediale del Crowne Plaza Rome St. Peter's a Roma, non riuscendo ad arrivare in semifinale ma vincendo il premio Miss Simpatia.
Il 18 settembre 2024, Cavalcante ha rappresentato Civitanova Marche a Miss Universo Italia 2024 a Villa Cafiero a San Ferdinando di Puglia, dove ha vinto il titolo succedendo a Carmen Panepinto.
Rappresenterà l'Italia a Miss Universo 2024 nell'Arena CDMX di Città del Messico.

## Filmografia

### Video musicali
- L'ultima notte di Edward Maya e William Imola, regia di Ugo Lo Pinto (2025)